# Кленовник (општина)
Кленовник је насељено место и седиште општине у Вараждинској жупанији, Хрватска. До територијалне реорганизације у Хрватској налазио се у саставу бивше велике општине Иванец.

## Становништво
На попису становништва 2011. године, општина Кленовник је имала 2.022 становника, од чега у самом Кленовнику 982.

## Попис1991.
На попису становништва 1991. године, насељено место Кленовник је имало 1.187 становника, следећег националног састава:
| Попис 1991.‍   | Попис 1991.‍  | Попис 1991.‍ | Попис 1991.‍ | Попис 1991.‍ |
| ------------- | ------------ | ----------- | ----------- | ----------- |
|               |              |             |             |             |
| Хрвати        | Хрвати       |             | 1.163       | 97,97%      |
| Срби          | Срби         |             | 6           | 0,50%       |
| Словенци      | Словенци     |             | 3           | 0,25%       |
| неопредељени  | неопредељени |             | 4           | 0,33%       |
| непознато     | непознато    |             | 11          | 0,92%       |
| укупно: 1.187 |              |             |             |             |